# Triniteit (Terneuzen)
Triniteit is een polder en wijk in het zuidwesten van Terneuzen, in de Nederlandse provincie Zeeland. De wijk beslaat 16 hectare en werd gebouwd tussen 1959 en 1961. De structuur van de wijk was zeer rechthoekig en liet weinig ruimte voor groen, het enige groen in de wijk was de groenstrook aan de Haarmanweg.
Eind jaren 1990 is de wijk grondig aangepakt en is er gelijk met de wijk Lievenspolder begonnen met de sloop van huizen en flats. Men heeft hier 260 woningen gesloopt, woningen in de vorm van 8 flats en 62 eengezinswoningen. In het vrijgekomen hart van de wijk werd een park met waterpartij en fontein midden in een groot plein aangelegd, hier omheen werden zogenaamde parkwoningen gebouwd. De overige vrijgekomen ruimte heeft men ingevuld door eengezinswoningen te bouwen. Het totaal aan nieuwgebouwde woningen betreft 62 koopwoningen en 8 huurwoningen, verder zijn er op drie plaatsen alles bij elkaar zo'n 71 garages neergezet.
In het kader van milieu heeft men zo veel mogelijk van de oude bomen die her en der in de wijk stonden en moesten wijken voor nieuwbouw ondergebracht in het ontstane park.
De wijk werd in zijn huidige vorm officieel heropend op 27 mei 2005 met een feesttent op het centrale plein.

## Geschiedenis
De geschiedenis van de wijk gaat terug tot rond het jaar 1300. Omstreeks dit jaartal werd de schorre en slikken ten zuiden van Ter Nose ingepolderd. Maria van Artesië, weduwe van Graaf Jan I van Namen, liet in 1336 de polder, in haar hoedanigheid van vrouwe van Sluis, bedijken. Op 19 september 1336 verzocht ze tevens aan de bisschop van Utrecht, Jan van Diest, om er een kerk en een hospitaal te mogen bouwen. Op 14 mei 1339 gaf haar zoon, graaf Willem van Namen, driekwart van zijn erfdeel aan Maria van Artesië, om hierop de kerk te bouwen. Op 8 november 1339 gaf de bisschop toestemming tot de bouw van een kerk. Snel daarna, op 21 januari 1340, is de kerk van Triniteit en het kerkhof ingewijd door de plaatsvervangende bisschop. Maria van Artois diende opnieuw een verzoek in tot de bouw van een hospitaal, maar nu diende ze die in bij de aartsbisschop van Namen. Dit hospitaal werd daarna ook werkelijk gebouwd. Het beheer van de kerkelijke eigendommen berustte bij de Sint-Pietersabdij te Gent.
De polder werd aangeduid als de Seven Polderkens van Triniteijt, later de Zeven Triniteitspolder en heeft een oppervlakte van 120 ha.
Later werden er rond de kerk huizen gebouwd en ontstond het gehucht Triniteit.
Tijdens de Tachtigjarige Oorlog in 1574 werd de polder onder water gezet en verdween het gehucht. In 1612 werd de polder weer opnieuw van dijken voorzien en werd de begraafplaats opnieuw in gebruik genomen tot 1850. In 1827 was de begraafplaats ongeveer 2500 vierkante ellen groot (ongeveer 1200 vierkante meter).
Het gehucht moet ongeveer op de kruising Axelsestraat, Frederick van Eedenstraat hebben gelegen. In het verleden heeft men op deze plaats dan ook diverse skeletten teruggevonden.
De funderingen van de oude kerk en het hospitaal zijn tot op heden niet teruggevonden.
Sinds haar wijding op 27 januari 1963 heeft de wijk met de Emmaüskerk (tot 1997 Triniteitskerk geheten) weer haar eigen kerk.

## Natuur
Het park in het hart van de wijk is een verblijfplaats voor diverse vogels geworden.
natuurlijk de eenden en waterhoentjes , maar ook een reigerpaar komt geregeld een visje pakken.
Andere vogels die in de wijk worden waargenomen zijn: meeuwen, spreeuwen, koolmezen, eksters, pimpelmezen, koppel turkse tortels, appelvinken, roodborstjes, mussen, merels.
Ook overwinteren er de buurt van de wijk of ergens in de wijk vleermuizen.
Verder zijn er de egels, de spitsmuizen, en natuurlijk de mollen.